# Миленко Балкански
Миленко Петров Балкански (роден Миленко Пенев Богойн) е български офицер (генерал-майор).

## Биография
Генерал-майор Миленко Петров Балкански (Миленко Пенев Богойн) е роден на 14 октомври 1868 г. в село Църква (днес квартал на гр. Перник), Самоковска епархия.
Завършва Военното Княжеско Училище (11ти випуск) на 18 май 1889 година с чин подпоручик, а на 2 август 1892 г. е произведен в чин поручик. От 1899 г. до 1902 г. учи в Александровската Военноюридическата Академия в Санкт-Петербург, Русия и се дипломира като военен юрист. На 1 януари 1900 г. е повишен в чин капитан, а на 1 януари 1905 г. в чин майор.
Служи първо като следовател в 6-и пехотен Търновски полк на 1-ва пехотна Софийска дивизия в състава на 1-ва армия, след което в Русенския военен съд (от 1905 г.). През 1909 г. се премества във Военно-съдебното ведомство в София – първоначално като следовател, а от 1911 г. като военен прокурор в Софийския военен съд. На 1 януари 1910 г. е повишен в чин подполковник, а на 1 ноември 1913 г. е произведен в чин полковник. 
От началото на 1915 г. заема длъжността помощник-началник на Военно-съдебната част към Щаба на Българската войска. След влизането на България в Първата световна война на 14 октомври 1915 г. до края на войната Миленко Балкански е началник на Военно-съдебната част към Щаба на Действащата армия в Кюстендил. Председател е на Серския полеви съд от 1916 г. На 15 август 1917 г. е повишен в чин генерал-майор.
Членувал е във военното братство «Светлина». 
Награждаван е с българските военни ордени «За заслуга» на обикновена лента – 1905 г.; Народен орден «За военна заслуга» V кл. на обикновена лента – 1910 г.; «Св. Александър» V ст. с мечове – 1913 г.; Народен орден «За военна заслуга» III ст. – 1917 г.
Освен това е удостоен с руския военен орден «Св. Анна» III ст. – 1903 г.; германския «Железен кръст» II ст. – 1917 г.; османските военни отличия «Железен полумесец» и «Меджидие» III ст. от 1917 г., както и на австро-унгарския военен орден «Франц Йосиф в. д.» – 1918 г.
Генерал-майор Миленко Петров Балкански умира 52-годишен на 13 април 1921 г. в София вследствие на тежестите от участието му в трите обединителни войни от 1912 – 1918 г. 

## Семейство
Миленко Балкански е роден в семейството на Пене Богойн, син на Цвятко Мавродинов Богойн, наследник на един от основателите на село Църква, дядо Богоя. Има сестра на име Мария. Генерал-майор Миленко Балкански е женен за Олга Станчова Балканска, сестра на Поликсени Станчова Стамболова (съпруга на Стефан Стамболов) и има две дъщери.

## Военни звания
- Подпоручик (18 май 1889)
- Поручик (2 август 1892)
- Капитан (1900)
- Майор (1905)
- Подполковник (1910)
- Полковник (1 ноември 1913)
- Генерал-майор (15 октомври 1917)

## Награди
- Княжеский орден „Св. Александър“ V степен с мечове
- Народен орден „За военна заслуга“ 5-и клас на обикновена лента
- Орден „За заслуга“ на обикновена лента
- Народен орден „За военна заслуга“ III ст. – 1917 г.
- Руски военен орден „Св. Анна“ III ст. – 1903 г.
- Германски „Железен кръст“  II ст. – 1917 г.
- Австро-унгарски военен орден „Франц Йосиф в. д.“ – 1918 г.
- Османско военно отличие „Железен полумесец“
- Османско военно отличие „Меджидие“ III ст. – 1917 г.